# زنيخة
زَنِيْخَة (الاسم العلمي: Dasysphaeria)، جنس فطور مجهرية من العشوفيات، وهي أصنوفة غير محددة. هي أصنوفة أحادية الطراز تضم نوع واحد فقط Dasysphaeria andicola.